# Sun-Ken Rock
Sun-Ken Rock (サンケンロック?) es un manga japonés escrito e ilustrado por Boichi y publicado por la editorial Shōnen Gahōsha. El manga narra la historia de un joven llamado Ken, quien está enamorado de una chica coreana llamada Yumin. Él le declara su amor, pero ella lo rechaza argumentando que quiere irse a Corea para llegar a ser policía. Desesperado, Ken la sigue para convertirse también en agente, pero no lo consigue. En cambio y luego de una serie de infortunios, acaba como jefe de una banda local que con el tiempo se convertirá en el grupo mafioso más poderoso del país. El manga actualmente se encuentra finalizado con un total de 500 mil copias vendidas para el año de 2020.

## Argumento
La historia gira en torno a Ken Kitano, un joven japonés que se traslada a Corea para convertirse en policía al igual que la chica que ama, pero las cosas no salen bien y, transcurrido un año, se encuentra sin dinero y sin un puesto de trabajo en el que conseguirlo. Una noche, ayuda a un anciano al que le atacaban unos tipos y una banda local se fija en él. Le ofrecen convertirse en su jefe y Ken, tras pensarlo varias veces, acepta. Al conocer mejor la forma de ser de Ken, los miembros de la banda le cogen un respeto increíble como jefe, a tal punto de obedecer cualquier orden que dé. A lo largo de la historia, la banda nombrada como "Sun-Ken Rock", se hará con el mando de los territorios de otras bandas, con un gran casino y hasta con la mayor compañía de medios de televisión de Corea, además de ir reclutando a miembros y a otras bandas y obtener numerosas conexiones con grupos asiáticos y hasta con mafia italiana, lo que les convertirá en la mayor organización criminal del país.

## Personajes
- Ken Kitano (北野堅)

Es el protagonista principal y el jefe de la banda "Sun-Ken Rock". Sus padres fueron asesinados por Yakuzas cuando tenía 13 años, lo que ocasionó que viviera sólo y que acabara convirtiéndose en un delincuente juvenil. A los 17 años deja Japón para seguir a su amor Yumin y al año siguiente se convierte en líder de la banda "Sun-Ken Rock". A medida que avanza la historia, evoluciona como jefe y esto, unido a su gran sentido de la justicia, hace que se gane la lealtad de toda su banda y de la gente que le rodea. A pesar de su puesto, suele separar su vida personal de la laboral y es normal verle en chándal por la residencia u ocultarle su identidad a Yumin y a las demás personas. El diseño del personaje está muy influenciado en Vash del manga Trigun.
- Datos: Q2403257